# ديفين ناه
ديفين ناه (بالإنجليزية: Divine Naah)‏ (20 أبريل 1996 في غانا - ) هو لاعب كرة قدم غاني في مركز الوسط. لعب مع مانشستر سيتي ونادي سترومسغودست وناك بريدا وأكاديمية مانشستر سيتي.

## روابط خارجية
- ديفين ناه على موقع قاعدة بيانات كرة القدم.إي يو (الإنجليزية)
- ديفين ناه على موقع Soccerway.com (الإنجليزية)